# Союзный договор между гетманом Мазепой, Карлом XII и Запорожской Сечью
Союзный договор между гетманом Мазепой, Карлом XII и Запорожской Сечью (укр. Союзний договір між гетьманом Мазепою, Карлом XII і Запорізькою Січчю) — договор о совместной борьбе против русского царя Петра І, подписанный 27 марта (7 апреля) 1709 года в Великих Будищах гетманом Украины Иваном Мазепой, королём Швеции Карлом XII и кошевым атаманом Войска Запорожского Низового Костем Гордиенко. Оригинал документа неизвестен. 
По этому договору Украина провозглашалась «на вечные времена свободной от всякого чужого посягательства», Запорожье присоединялось к шведско-украинскому союзу, а Карл XII давал обязательство не заключать мира с Петром І без выполнения союзных обязательств.
Однако его содержание противоречит известному из дневника Густава Адлерфельда, камергера Карла XII, договору о Союзе Мазепы с поляками 1708 года, согласно которому "он должен вернуть всю Украину полякам, которая совместно с Северщиной, а также провинциями Киевской, Черниговской и Смоленской должны вернуться под Польское владение. В качестве вознаграждения за это Мазепе обещан титул Князя с воеводствами Витебским и Полоцким, на тех же условиях, на которых Герцог Курляндии владел своими землями."

## Предпосылки украинско-шведского союза
По мнению Александра Оглоблина, союз Украины со Швецией был не внезапным, а опирался на исторические традиции, когда между Богданом Хмельницким и королём Карлом X сложились дружественные отношения, которые закончились формальным союзом Гетманщины и Швеции.
Выполняя обязательства Переяславского соглашения, весной 1654 года царь Алексей Михайлович начал войну с Польшей, а с севера против неё открыл военные действия Карл X. Король Польши Ян II Казимир пытался договориться с Хмельницким о прекращении этой войны, но гетман не соглашался ни на какие переговоры, пока не будет признана полная самостоятельность всех украинских областей. Тогда Польша без ведома гетмана Хмельницкого заключила мирный договор с Алексеем Михайловичем.
Планы Хмельницкого о самостоятельности оказались под угрозой. В начале 1657 года, пытаясь выйти из-под власти Москвы, освободить Украину от Польши и утвердить её как государство, Хмельницкий заключил тайный договор с шведским королём Карлом Х и семиградским князем Юрием Ракочи о переделе Польши. Согласно этому договору Хмельницкий послал на помощь шведам 11 тысяч казаков. Поляки известили об этом Москву, откуда к гетману были отправлены послы, которые набросились на уже больного гетмана с упрёками. По их настоянию Хмельницкий был принуждён отозвать отряд, посланный на помощь шведам.
Мазепа, «последуючи и наслідуючи Антецессора (предшественника) своего, славной памяти, валечного Гетмана Богдана Хмельницкого, который з Наяснейшим королём Шведским… Каролем Десятым, единомысліем и промыслами военными… согласуючися, не меньшую мел в замыслах своих помочь», вступая в союз со Швецией, уже имел предыдущий опыт изменчивых отношений украинских гетманов Хмельницкого и Выговского как с русскими царями, так и со шведами.

## Текст союзного договора со Швецией
Михаил Брайчевский и Илько Борщак приводят полный текст подписанного договора. Он гласит (перевод с украинского):
- Украина обеих сторон Днепра с Войском Запорожским и народом Малороссийским должна быть на вечные времена свободной от всякого чужого посягательства;
- Иван Мазепа, как законный правитель Украины, любым способом не может быть ограничен в своих правах при управлении своей державой. После его смерти проводятся выборы согласно прав и старинных обычаев;
- Ничего не меняется в том, что было определено титулом и гербом правителя Украины. Его королевское высочество не может никогда присвоить этот титул и герб.

Союзные государства (Швеция и Польша):
- Ни под предлогом освобождения или под каким-либо другим предлогом не имеют абсолютной власти над Украиной и Войском Запорожским, ни на ленную зависимость или какую-либо собственность и не имеют права брать с неё каких-либо доходов или налогов;
- Не имеют права забирать себе или оставлять свои войска в украинских крепостях, которые силой оружия или трактатами будут добыты от Москвы и ранее принадлежали украинской державе;
- Не имеют права строить своих укреплений в землях украинских и разрешать этого делать другим;
- Обязуются содержать Украину в целости и другим не разрешать её каким-либо способом угнетать;
- Целостность границ, незыблемость вольностей, законов, прав и привилегий должны свято соблюдаться, чтобы Украина на вечные времена свободно пользовалась своими правами и привилегиями без всякого ущемления.

Мазепа умер в сентябре 1709 года, и Карл XII заключил союз с гетманом Филиппом Орликом, обязавшись предоставлять помощь Украине в борьбе за её государственность. После неудачной попытки овладеть Правобережной Украиной в 1714 году Орлик бежал в Швецию, где проживал несколько лет.

## Оценки союзного договора
По мнению украинского историка Елены Апанович: 
«Договор Карла XII и Мазепы был договором двустороннего международного характера, он отвечал типу союзного договора двух суверенных государств. С одной стороны выступал шведский король, а с другой — гетман и старшина. Шведский король гарантировал Украине её свободный казацкий уклад и все земли, что принадлежали когда-то к Руси. Мазепа со старшиной четко поставили вопрос об объединении всех украинских земель. В этом они пошли по следам своих предшественников — Богдана Хмельницкого и Карла Х Густава. Швеция ещё в 1657 году гарантировала Богдану Хмельницкому возвращение всех украинских земель. В договоре специально подчеркивалось, что шведский король ни в коем случае не может претендовать на герб и титул гетмана Украины. Оба этих элемента играли большую роль в международном государственном праве XVII—XVIII веков, поскольку были тогда символом и внешним признаком суверенности края. Украина имела горький опыт с Москвой, в договоре с которой этот вопрос не затрагивался. Цари узурпировали титул Украины. Алексей Михайлович сразу же стал называться — „царь Малой Росии“. Поэтому во время переговоров Богдана Хмельницкого с Карлом Х относительно герба и титула Украины делалось специальное предостережение, какое повторилось и в договоре Карла XII с гетманом Мазепой».

По словам российского историка и украинофила Костомарова:
«и большинство Козаков, и весь малороссийский народ – всё пошло не за него [Мазепу], а против него... Народ инстинктивно почуял ложь в тех призраках свободы, которые ему выставляли. Он уже и прежде лучше самого Петра и его министров раскусил своего гетмана, считал его ляхом, готовым изменить царю с тем, чтобы отдать Украину в рабство Польше. Никакие уверения изменника, никакие лживые обвинения, рассылаемые им на московские власти, не переменили к нему народной антипатии. Народ инстинктивно видел, что его тянут в гибель, и не пошёл туда. Народ остался верен царю даже не из какой-либо привязанности, не из благоговейного чувства к монарху, а просто от того, что из двух зол надо было выбирать меньшее. Как бы ни тяжело было ему под гнётом московских властей, но он по опыту знал, что гнёт польских панов стал бы для него тяжелее».

По мнению Ольги Ковалевской:
 С точки зрения гетмана и казацкой старшины, Петр І, как репрезентант легитимной власти, утратил своё право быть таковым, отказав И. Мазепе в военной помощи, когда войска Карла XII изменили маршрут и повернули на Украину. Противостоять этой силе с имеющимися у гетмана в наличии войсками было невозможно. Пренебрежение ценностями официальной культуры, то есть нормами права, дает возможность И. Мазепе и старшине право обвинить суверена в пренебрежении его обязательствами по отношению к подданным, а следовательно позволяет воспользоваться правом jus resistendi, то есть восстать против суверена с целью защиты своих интересов.